# Bernd das Brot

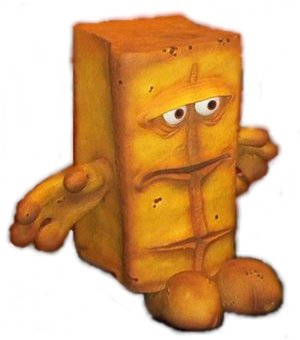
Bernd das Brot

Bernd das Brot ist eine Figur des Kinderfernsehkanals KiKA. Es handelt sich um ein sprechendes und meist deprimiertes Kastenweißbrot mit Brötchenfüßen und sehr kurzen Armen, da sich seine Hände direkt am Laib befinden, der den Rumpf inklusive Kopf darstellt. Er ist in den Kika-Nachtschleifen und in Bernd & Friends zu sehen. Außerdem tritt und trat er auch in den Sendungen Chili TV, Tolle Sachen, Bravo Bernd, Bernd das Brot und Berndivent auf.
Bernd das Brot ist seit 2000 im KiKA zu sehen. Bei vielen erwachsenen Fernsehzuschauern wurde die Figur 2003 bekannt, als KiKA in der – offiziell sendefreien – Zeit von 21 bis 6 Uhr eine Schleife mit ausgesuchten Bernd-Filmen zeigte. Durch seine Art hat Bernd das Brot viele erwachsene Fans gefunden und viel Medienaufmerksamkeit erhalten. Bei seinen Fans hat er Kultstatus erreicht. Im Jahr 2004 wurde „Bernd das Brot“ mit dem Adolf-Grimme-Preis ausgezeichnet.

## Über Bernd das Brot

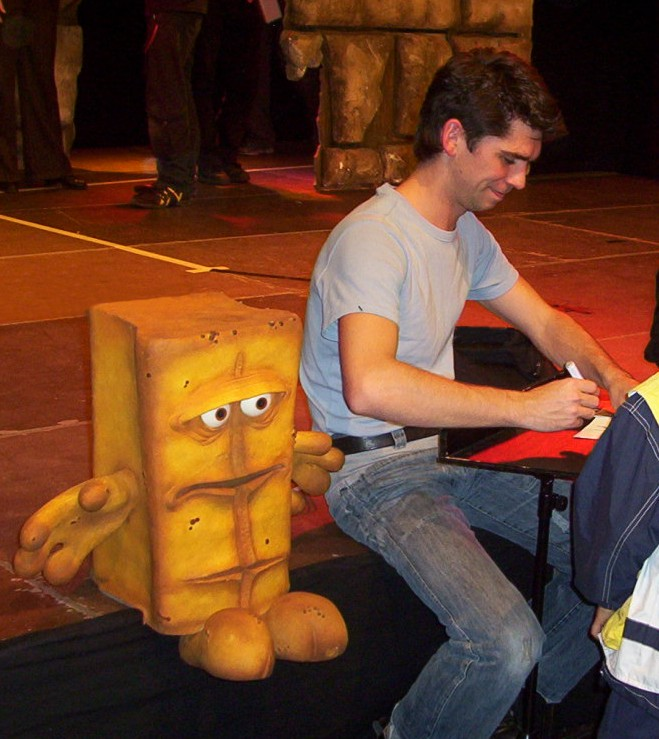
Puppenspieler Jörg Teichgraeber mit der Bernd-das-Brot-Puppe während einer Autogrammstunde

Bernd hat einen fatalistischen und deprimierten Charakter. Er gehört nach eigenen Aussagen der Gattung des Homo Brotus Depressivus („depressiver Brot-Mensch“) an. Seine Lieblingsbeschäftigungen bestehen beispielsweise darin, zu Hause seine Südwand anzustarren, das Muster der Raufasertapete auswendig zu lernen, seine Lieblingszeitschrift Die Wüste und du zu lesen, Testbilder im Fernsehen zu schauen oder seine Sammlung der langweiligsten Eisenbahnfahrtstrecken auf Video zu erweitern. Bernd trinkt gerne lauwarme Mehlsuppe (mit einem Hauch Ingwer) und verwendet sehr häufig inbrünstig den Ausdruck „Mist!“. Sein Charakter ändert sich, wenn er Alkohol (erstmals zu sehen in der Tolle Sachen-Folge Prost) und Koffein (erstmals zu sehen in der Tolle Sachen-Folge Espressomaschine) intus hat. Bei ersteren wird er locker und ist zum Singen aufgelegt (u. a. Immer wenn ich traurig bin, Auf der Reeperbahn nachts um halb eins und das Lied vom lustigen Heringssalat), beim zweiten wird er hyperaktiv und redet ohne Punkt und Komma.
In der 85. Folge Verlieb-dich-Brille der Sendung Tolle Sachen war zu erfahren, warum Bernd deprimiert ist. Er erzählt: „[…] Vor langer, langer Zeit habe ich mich in ein wunderschönes schlankes Baguette verliebt. Sie war so unglaublich charmant und witzig. Aber leider war es vergeblich. Sie hatte nur Augen für dieses dahergelaufene Mehrkornbrot mit seinen zehn Getreidesorten. Es war so deprimierend. […] Seit damals ist mein Herz ein trockener Mehlklumpen.“ Co-Erfinder Tommy Krappweis kommentierte dies 2025 via Social Media und dementierte dies als Schuld für seine Depression:

„Die unglückliche Liebe in Paris ist zwar Teil von Bernds Biografie – aber es ist definitiv keine „Frau schuld daran“, dass Bernd ist, wie er ist!“

Aus der Folge Hausaufgabenmacher der o. g. Sendung geht hervor, dass das Wandanstarren bei ihm zum Hobby wurde, da er „[…] nach den Hausaufgaben zu nichts anderem mehr Zeit hatte.“
Bernd muss sich mit den anderen Hauptfiguren Briegel der Busch und Chili das Schaf (die er meistens der (verrückte) Busch und das (verrückte) Schaf nennt) arrangieren, die ihn zu jedem ihrer Abenteuer mitschleppen, welche er in der Regel versucht zu vermeiden.

## Idee
Die offizielle Version lautet, dass die Figur des kurzarmigen Kastenbrotes zum ersten Mal als Bestandteil einer Werbekampagne für eine Bäckerei-Kette aufgetaucht sei. Es heißt, dass Bernd, weil die Kampagne floppte, zum KiKA arbeiten gehen musste und deshalb immer so deprimiert gucke.

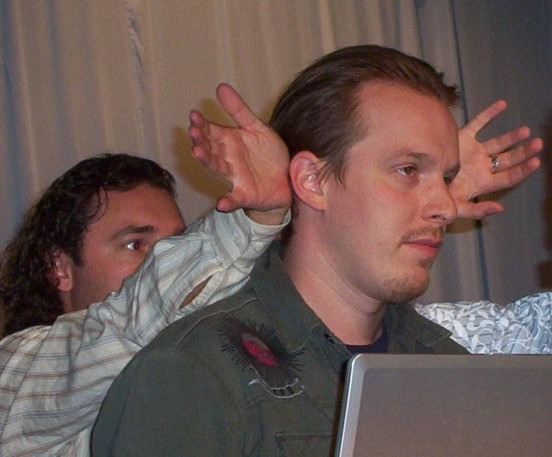
Eine Anspielung an das Aussehen von „Bernd dem Brot“ zwischen Tommy Krappweis und Norman Cöster

In Wirklichkeit wurde Bernd auf einer Restaurant-Quittung erfunden, als sein Erfinder Tommy Krappweis die ersten Ideen für ein neues Maskottchen des KiKA skizzierte. Dabei porträtierte er in einer Pizzeria ein Weißbrot und gab ihm das Aussehen seines Freundes Norman Cöster, der neben seinen Gesichtszügen auch diverse Charaktereigenschaften von Bernd besitzen solle. Tommy Krappweis selbst diente als Vorlage für Chili das Schaf, welches – genau wie Tommy früher – sein Umfeld mit sinnlosen Stunts nervt, während Briegel der Busch dem „Technischen Direktor“ der Produktionsfirma bumm film, Michael Briegel, nachempfunden wurde. Auch er soll einen Hang zum Zerstörerischen haben. So macht eine Anekdote die Runde, dass er schon einen Redaktionscomputer in Brand gesetzt haben soll. Gespielt und gesprochen wird Bernd von dem Puppenspieler Jörg Teichgraeber.
Die eigentlichen Character-Designs von Bernd dem Brot und Briegel dem Busch stammen vom Comic-Zeichner Georg Graf von Westphalen. Die Idee, ein Brot sprechen zu lassen, ist indes nicht neu. So hat in Deutschland bereits 1978 in Episode 14 der Staffel 1 der Muppetshow ein nach eigenen Aussagen sehr krankes Toastbrot einen kurzen Auftritt als Patient in der Tierklinik.

## Sendungen um Bernd das Brot

### Tolle Sachen
Tolle Sachen war ein fünf- bis siebenminütiges Format und „die einzige Werbesendung im KI.KA“. Der Sendungsaufbau ist zumeist simpel. Chili das Schaf kommt wegen eines Stunts meist zu spät zur Sendung. Briegel der Busch präsentiert den jeweiligen „Verkaufsschlager“, wobei alles Denkbare von einer Kuckucksuhr über eine Videokamera bis zu einer Mondrakete vorkam. Aus einer Lostrommel wird der jeweilige „Testkandidat“ gezogen – welcher (bis auf einzelne Ausnahmen) immer Bernd das Brot ist –, der dieses Produkt allen Weigerungen und Ausreden zum Trotz testen soll. Meist explodiert dieses oder funktioniert auf eine andere Weise nicht, womit alles in einem Chaos endet. Der Artikel wird somit höchst selten verkauft.
Bei den vorgestellten „Tollen Sachen“ handelt es sich meistens um eine von Briegels Erfindungen, die – zumeist von Briegel ungetestet – vorgestellt wird. Diese tragen eine Bezeichnung, die aus dem Zweck der Erfindung, einem Attribut wie „super“ oder „mega“ und einer Zahl oder Versionsnummer in beliebiger Wiederholung und Reihung besteht. Häufig werden die vorgestellten „Tollen Sachen“ von Briegel durch ein langgezogenes „Moment“ angekündigt und umgebriegelt (→ umgebaut), um neue Funktionen oder durch Bernd testbar (→ brotgerecht) zu werden. So verlängert sich die Produktbezeichnung immer nach genanntem Schema. Wenn das Produkt ausreichend getestet oder das Studio im Chaos versunken ist, verabschieden Briegel oder Chili die Zuschauer zumeist mit „Tschüüs, bis zum nächsten Mal“, dem Bernd stets ein „Hoffentlich nicht!“ hinzufügt. Oft tritt das Produktionsteam in Erscheinung, zumeist durch „Tolle Sachen“, die in Richtung des Teams fliegen oder durch vermeintlich ungeklärte Abläufe.
Tolle Sachen war die erste Sendung mit Chili, Briegel und Bernd. Die ersten Folgen liefen am 2. September 2000, die Produktion wurde Ende 2002 eingestellt. Bis Anfang 2010 wurden die insgesamt 242 Folgen mit kurzen Unterbrechungen und wechselnden Sendezeiten wiederholt, allerdings nicht in chronologischer Reihenfolge. Neuere Folgen entstanden keine. Zum fünften Jubiläum zeigte der KiKA am 31. Dezember 2005 eine neu gedrehte 5 Jahre Tolle Sachen Gala.
Die erste Staffel wird nicht mehr gezeigt, weil hier eine anders aussehende Briegel-Puppe verwendet wurde. Weiterhin werden drei Folgen wegen Beschwerden von Eltern nicht mehr gezeigt.
- In der Folge Baby-Tyrann wird eine sprechende Puppe vorgestellt, die, wenn sie wütend wird, rot leuchtende Augen bekommt und mit sehr tiefer Stimme spricht. Dies soll einige Kinder verängstigt haben.
- In der Folge Waschmaschine führt Chili einen Stunt in einer laufenden Waschmaschine vor, weshalb sich einige Eltern beschwerten, dass Kinder dies nachspielen könnten.
- Außerdem wird die Folge Folie nicht mehr gezeigt, in der Bernd in Frischhaltefolie eingewickelt wird, was beim Nachspielen zum Ersticken führen könnte.

Das letzte Mal wurde Tolle Sachen am 10. Januar 2010 ausgestrahlt, stattdessen läuft auf dem ehemaligen Tolle-Sachen-Sendeplatz derzeit die Kindernachrichtensendung „logo!“

### Chili TV
In Chili TV wurden die Abenteuer von Chili, Briegel und Bernd außerhalb ihrer Arbeit als Moderatoren von Tolle Sachen gezeigt. Neben ihren Erlebnissen auf Reisen oder in Briegels Wohnung gibt es Parodien auf Star Trek (USS Bumblebee Bush), Harry Potter (Berndi Broter und der Kasten der Katastrophen), Western (Fuzzy Briegel Saloon), Märchen und Wetterberichte. Die Sendung startete am 6. Oktober 2001 mit lediglich 15 Minuten Laufzeit. Im September 2002 erweiterte KiKA die Sendung auf 60 Minuten, wobei jedoch 35–40 Minuten auf Zeichentrickserien entfielen.
Eine weitere Konzeptänderung gab es im September 2004. Die Sendezeit wurde auf 25 Minuten verkürzt. Dafür entfielen die Trickfilme, die besonders bei den zahlreichen erwachsenen Fans für Unmut sorgten und das Sendeformat wurde neu gestaltet. Fortan hat jede Folge eine Rahmenhandlung (Bei Briegel), in die die einzelnen Serien wie USS Bumblebee Bush, Fuzzy Briegel Saloon oder Im Auftrag des Steins eingefügt werden. Zudem kommt seit dem Beginn dieser neuen Folgen eine neue Briegel-Puppe zum Einsatz, die der vorherigen nur begrenzt ähnelte und von vielen Fans wegen ihres grinsenden Aussehens und des plötzlichen Vorhandenseins einer Nase kritisiert wurde. Die Produzenten begründeten das mit Belichtungsproblemen bei der alten Puppe. Für die 2005er-Staffel wurde die Puppe erneut überarbeitet und das Grinsen entfernt; die Nase ist dafür deutlicher zu sehen.
Ab 2006 wurden keine neuen Folgen von Chili TV produziert, stattdessen wurden Episoden der neuen Bernd-Reihe Berndivent als Zweiteiler in Chili TV wiederholt. Im April/Mai 2007 wurden acht „Bernd Specials“ gezeigt, die thematische Zusammenstellungen aus alten Chili TV-Folgen enthalten.

### Bravo Bernd
Bravo Bernd (Untertitel: Der etwas andere Sandmann) lief ab dem 1. Januar 2003 täglich zum Ende des KiKA-Programms jeweils kurz vor 21 Uhr. Die Sketche wurden mit wenigen Ausnahmen bereits zuvor in Chili TV gezeigt und wurden meistens alle zwei bis drei Monate wiederholt. Bernd stand bis 2006 auf einer Bühne um „Tanzt das Brot“ zu singen, jedoch wurde der Auftritt von kurzen Sketchen unterbrochen. Ab dem 16. März 2006 wurden neue Folgen gezeigt, in deren Rahmenhandlung Quiz-Sendungen à la 9Live parodiert werden. Ab 2010 lief die Sendung nur noch unregelmäßig, zuletzt am 13. November 2010, und wurde durch die Sendung „Bernd & Friends“ ersetzt.

### Nachtschleife
Gleichzeitig mit der Sendezeitverlängerung des KiKA startete die Nachtschleife am 1. Januar 2003. Sie wurde analog über Satellit in der sendefreien Zeit von 21 Uhr bis 6 Uhr ausgestrahlt (bis April 2003 wurde sie auch digital gesendet). Die erste Nachtschleife dauerte sieben Minuten und enthielt Ausschnitte aus sieben Chili TV-Episoden, nebenbei lief dazu auch noch ein Laufband mit Informationen zum KiKA-Empfang. Ab der zweiten Schleife wurde die Länge auf 20 Minuten erweitert und komplette Bernd-Geschichten gezeigt. Die vierte Nachtschleife enthielt die speziell für die Nachtschleife produzierte Geschichte Bernd in Hell (die in einer gekürzten Fassung jedoch trotzdem einige Tage zuvor in Chili TV vorgestellt wurde), in der Bernd durch einen technischen Defekt im Fernsehbild gefangen ist. Da er diesem Martyrium zunächst nicht entkommt, fordert er die Zuschauer permanent auf, den Fernseher abzuschalten und schlafen zu gehen.
Ein wiederkehrendes Motiv vieler Folgen der Nachtschleifen ist, dass Bernd allein in einem leeren weißen Raum sitzt, seit 2008 von einem Roboterarm herumgeschoben wird und ihn eine Computerstimme (gesprochen von Tommy Krappweis; in der Social-Media-Nachtschleife „Weißbox Master Control Programm“ genannt) zu allerlei publikumswirksamen Tätigkeiten auffordert, zu denen Bernd keine Lust hat, was er auch offen zeigt.
Vom 29. Juni 2004 bis zum 30. September 2005 war eine extralange Abschiedsschleife von 55 Minuten Länge zu sehen, in der angekündigt wurde, dass Bernd das Brot „bald“ nachts nicht mehr zu sehen sein wird. Sie bestand inhaltlich aus Ausschnitten von Chili TV und wurde in einer gekürzten Fassung auch als Best-of gezeigt. Grund für die Ankündigung war die Absicht des Spielesenders Mastergaming TV, ab Juli 2004 sein Programm an dieser Stelle zu zeigen. (Der KiKA hat den Sendeplatz nur für die Zeit von 6 bis 21 Uhr gemietet.) Als der Sender doch nicht startete, wurde die Ankündigung zunächst weiter gezeigt.
Seit dem 1. Oktober 2005 wurde der Sendeplatz abends und nachts zunächst von „Primetime“, kurz darauf von Kanal Telemedial übernommen, jedoch nur auf dem analogen Transponder. Auf dem digitalen Sendeplatz wurde bis zum 20. März 2008 der Hinweis auf den Sendestart ab 6 Uhr eingeblendet.
Vom 21. März 2008 bis Oktober 2008 wurde digital wieder eine Nachtschleife („KI.KA-Lounge“) gesendet, welche sich kritisch-humorvoll mit der Lounge-Szene auseinandersetzt. Von November 2008 bis zum 9. Februar 2009 musste Bernd das Brot in der Nachtschleife verschiedene Casting-Shows durchlaufen. So werden u. a. Deutschland sucht den Superstar, Ich Tarzan, Du Jane!, die Band Scooter oder auch The Next Uri Geller parodiert. Bis zum 31. Mai 2009 war Bernd das Brot als Moderator der KiKA-Call-In-Night-Hotline in verschiedenen Verkaufs- und Quizshows zu sehen. In dieser Nachtschleife fand man auch eine Anspielung auf Tolle Sachen. Schließlich wurden alle drei produzierten Nachtschleifen jeden Monat wiederholt. Am 22. Februar 2013 ging eine weitere, aber mit knapp 8 Minuten auch die kürzeste, Nachtschleife auf Sendung: Bernd im World Wide Web. Hier wurden vor allem Facebook mit seinen Spielen, Webcam-Chatting, die automatische Spracherkennungssoftware des iPhones „Siri“ (hier „Lisi“ genannt) und der Film Tron parodiert. Diese Nachtschleife behandelt unter anderem für eine kinderfreundliche Sendung eher ungewöhnlich reife Themen wie Erpressung, Alkoholmissbrauch und sexuell konnotierten Spam. Ab 12. Juli 2013 wurde eine Folge ausgestrahlt, die sich thematisch mit Nerds auseinandersetzt. So wird in dieser Folge zum Beispiel Harry Potter („Berndi Broter“), Sailor Moon und Raumschiff Enterprise parodiert. Seit dem 19. Juli 2013 wurde eine Nachtschleife über die deutsche Geschichte ausgestrahlt. Hierbei durchläuft Bernd im Schnelldurchlauf mehrere Epochen der Geschichte. Diese Nachtschleife wurde jedoch im Jahr 2015 aus dem Programm genommen, weil sich Zuschauer durch eine Parodie an Charlie Chaplins Der große Diktator gestört fühlten. Bernd trug in dieser Szene einen Hitlerbart.
Seit 2017 wurden wieder neue Nachtschleifen produziert. Hierbei handelte es sich um zwei Formate aus Bernd Channel, die zu jeweils einer Nachtschleife zusammengeschnitten wurden.
Im Jahr 2020 wurde erneut eine neue Nachtschleife produziert. In der Folge „Das Astrobrot“ durchläuft Bernd eine Ausbildung zum Astronauten und fliegt danach ins All. Diese Nachtschleife ist seit dem 21. Juli 2022 in einer speziellen Version zu sehen. Der Anfang und das Ende dieser Nachtschleife entsprechen der Folge „Astrobrot“. Allerdings ist Bernd dazwischen die gesamte Nacht im All gefangen. Während er durchs All schwebt, werden alle Folgen vorangegangener Nachtschleifen parodiert. So ist zum Beispiel aus einem vorbeifliegenden Satelliten die Melodie zur „Nerd-Party“ aus der Nachtschleife Nerds zu hören, bei einem anderen die Titelmelodie von „Tolle Sachen“ und ein Telefongespräch, welches dem aus der Call-In-Nachtschleife ähnelt („Pizza mit Extra-Gnampf“). Diese Nachtschleife ist anders als die anderen vor ihr modular aufgebaut. Das heißt, sie ist aus verschiedenen Bausteinen aufgebaut, die nahtlos aneinander grenzen. Die Infokarte, die auf den Sendestart hinweist, entfällt hierdurch und wird stattdessen durch vorbeifliegende Satelliten dargestellt, die zudem auf die KiKA-Website sowie die App „KiKA-Player“ hinweisen. Dadurch hat die Nachtschleife kein Ende und läuft somit die ganze Nacht hindurch.
| Erstausstrahlung  | Thema                                                | Länge in min |
| ----------------- | ---------------------------------------------------- | ------------ |
| 2003, 1. Januar   | Astra                                                | 07:12        |
| 2003, 25. Juli    | Bernd in Hell                                        | 15:12        |
| 2004, 29. Juni    | Abschiedsschleife (nur auf dem Analogen Transponder) | 54:48        |
| 2008, 21. März    | KiKA-Lounge                                          | 14:28        |
| 2008, November    | Castingshows                                         | 12:40        |
| 2009, Februar     | Call-In                                              | 15:25        |
| 2013, 22. Februar | Social Media                                         | 07:49        |
| 2013, 12. Juli    | Nerds                                                | 12:33        |
| 2013, 19. Juli    | Deutsche Geschichte                                  | 13:44        |
| 2017, 1. März     | Singt das Brot (aus Bernd Channel)                   | 20:42        |
| 2018, 1. März     | Bernd in Hell (2018) (aus Bernd Channel)             | 24:50        |
| 2020, 6. Juni     | Astrobrot                                            | 23:04        |
| 2022, 21. Juli    | Astrobrot (XXL-Version)                              | k. A.        |

### Bernd nonstop
Ab 2008 wurde täglich um 6 Uhr teilweise eine Sendung namens „Bernd nonstop“ gezeigt. Bernd nonstop zeigt zukünftige Nachtschleifen, bevor sie regulär gesendet werden.

### Specials/Berndivents
Neben den regelmäßigen Sendungen entstanden mehrere Specials. Das erste Special war das am 1. Januar 2003 gezeigte KI.KA XL, eine 25-minütige Sendung zur Sendezeitverlängerung des KiKA mit mehreren prominenten Gaststars. Ende 2003 entstand das Silvester-Special Dinner für Brot, in der Dinner for One nachgespielt wird – mit Bernd als Butler, Briegel als Miss Sophie und der Studiokatze Morle als Tigerfell. Dieses Special wird seitdem – wie das Original – jedes Jahr wiederholt. 2005 entstanden das Weihnachtsspecial Süßer die Brötchen nie klingen und 5 Jahre Tolle Sachen – Gala.
Außerdem wurden als Special einige Fortsetzungsgeschichten aus Chili TV am Stück gezeigt, darunter 3 für Robin Hood mit diversen Gaststars sowie die Harry-Potter-Parodie Berndi Broter und der Kasten der Katastrophen, in der Bernd als Schüler an der Zauberschule Blockharz aufgenommen wird. 2006 lief die Reihe Berndivent, in der einmal pro Monat ein jeweils rund 45-minütiger TV-Film mit Chili, Briegel und Bernd zur Hauptsendezeit um 20:15 Uhr gezeigt wird. Zudem hatte Bernd von 2001 bis 2003 gelegentlich Auftritte in der täglichen Livesendung Kikania, während der zwei Kinder-Teams in verschiedenen Spielrunden gegeneinander antreten. In dem Spiel „Der Toaster“ muss Bernd in einem virtuellen Labyrinth (dem Toaster) gefunden werden. Zu Beginn der Spielrunde wird ein kurzer Einspieler gezeigt, in dem Bernd die Kandidaten auffordert, ihn schnell herauszuholen.

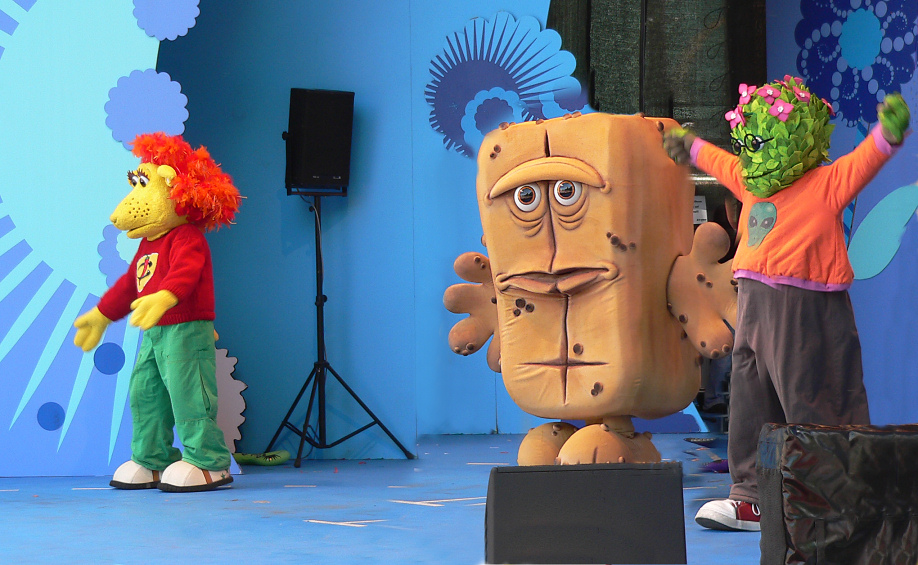
KiKA-Sommertour mit Auftritt von Chili dem Schaf, Bernd dem Brot und Briegel dem Busch

Neben den TV-Auftritten sind Chili, Briegel und Bernd jeweils im Sommer „live“ auf der KiKA-Sommertour zu sehen, die in mehreren Städten zu Gast ist. Im Rahmen einer von Marita Hueber und Robert Schön moderierten „Chili TV Show“ singen Chili, Briegel und Bernd einige Lieder zum Vollplayback. Hier sind nicht die bekannten Puppen zu sehen, sondern Menschen in speziellen Kostümen. Außerdem hatte Bernd das Brot eine Rolle in der Folge „Frau Holle – Im Himmel ist die Hölle los“ der ProSieben Märchenstunde. Des Weiteren hat er eine Gastrolle in der Serie Pastewka. In der Folge „Das Brot“ kommt er in Halluzinationen Pastewkas vor.

### Bernd das Brot
Die nach ihrer Hauptfigur benannte Serie Bernd das Brot startete am 6. Oktober 2007 mit 20 zehnminütigen Geschichten, die meist als Doppelfolgen gezeigt wurden. 2008 folgten 20 weitere Geschichten, zusätzliche zwölf Episoden wurden 2009 ausgestrahlt. In dieser Serie sind Chili, Briegel und Bernd in ein gemeinsames Haus gezogen, wo sie meist Ärger mit ihren Nachbarn haben. 

### Bernd & Friends
Von 2009 bis 2010 wurde die Serie Bernd & Friends – Bernd das Brot mit den besten Witzen aller Zeiten ausgestrahlt. In den fünfminütigen Episoden spielt Bernd mit den Prominenten Christoph Maria Herbst, Bernhard Hoëcker, Bastian Pastewka, Barbara Schöneberger, Ben, Oliver Beerhenke, Guido Hammesfahr, Carolin Kebekus und Michael Kessler amüsante Sketche. Ein Roboterarm befördert darin Bernd und seine prominenten Gäste in immer neue Situationen und stellt sie vor immer neue Herausforderungen. Dies ist die erste Serie, in der Briegel der Busch und Chili das Schaf nicht zu sehen waren. Die Sendungswiederholungen liefen bis zum 3. April 2020.

### Bernd Channel
Im Juni 2015 folgte eine neue Serie namens Bernd Channel. Es wurden zunächst drei Pilotfolgen ausgestrahlt. Dazu gab es eine Mitmach-Aktion, bei der man Bernd das Brot per Foto oder Video zu diesem Tag überreden musste. In der Serie geht es darum, dass Bernd die Welt des Internets betritt und sich mit YouTube-Kommentaren und Computerspielen auseinandersetzen muss. In der Folge Follow Bernd around hatten Briegel der Busch und Chili das Schaf eine Sprechrolle. Am 31. Dezember 2016 strahlte der KiKA drei weitere Folgen mit dem Untertitel Singt das Brot! aus, welche sich inhaltlich um das Thema Musik drehen. In jeder Singt das Brot-Folge haben bekannte Musiker einen Gastauftritt und singen zusammen mit Bernd eines seiner Lieder. Mit Kai Lüftner singt er in Episode 5 Wie ein Brot, mit der Folk-Rock-Band Schandmaul in Episode 6 Ich sage Nein. Silvester 2017 hatte die siebte Folge Bernd Channel Premiere, in der Bernd mit Marti Fischer und per Livestream zugeschalteten Fans Tanzt das Brot singt.
Seit März 2017 werden die Episoden 5 und 6 auch als Nachtschleife gezeigt.

### Besser mit Bernd
Zum 25. Geburtstag der Figur hat der KiKA eine Serie namens Besser mit Bernd angekündigt, in der er Lifehacks testen soll. In diesem Format sind Chili das Schaf und Briegel der Busch erstmals seit dem Ende der Bernd das Brot-Serie 2009 wieder vor der Kamera zu sehen. Auch diesmal wurde die Briegel-Puppe erneuert und die Nase komplett entfernt. Eine Ausstrahlung ist ab September 2025 geplant.

## Weitere Figuren der Sendungen

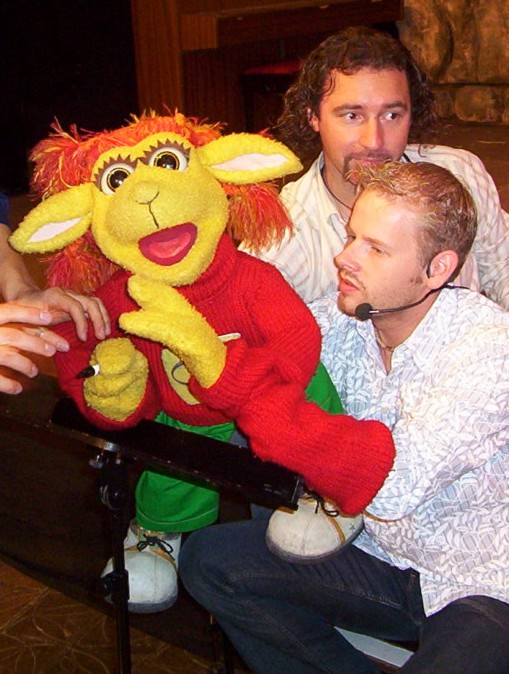
Tommy Krappweis und Erik Haffner mit der Chili-Puppe während einer Autogrammstunde

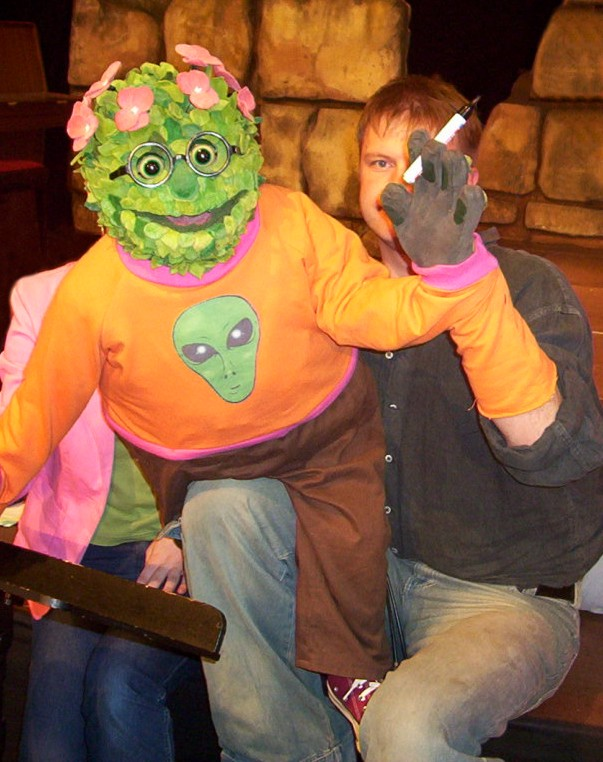
Puppenspieler Jan Mixsa mit der Briegel-der-Busch-Puppe während einer Autogrammstunde

- Chili das Schaf ist ein gelbes hyperaktives Stuntschaf mit roter Zöpfchenfrisur im Dienste des KiKA. Sie liebt Action und zeichnet sich durch unerschütterlichen Mut und Tatendrang aus. Sie moderiert die Sendung Tolle Sachen. Gesprochen wird Chili seit 2002 (mit Ausnahme der „5 Jahre Tolle Sachen Gala“, wo sie von Edith Bässe vertont wird) von Tanja Schumann, gespielt wird sie von Suse Capelle und Lothar Brus. Chilis Erkennungszeichen ist der Ausdruck „chilischarf“ und das von ihr vor jedem Stunt gebrüllte „Chili Power!“.
- Briegel der Busch wurde bekannt für seine vielen Erfindungen. Aufgrund seiner wissenschaftlichen Kenntnisse ist er der technische Sachverständige der Sendung Tolle Sachen. Bei besonders viel Spaß oder aber auch unvorhergesehenen Situationen mit Schock-Effekt sprießen rosa Rhododendron-Blüten aus seinem Kopf. Briegels „Tääähäää“ wird zwar von Bernd dem Brot ebenso gefürchtet wie seine Erfindungen, die selten funktionieren und oft explodieren. Aber: „Es gibt kein großes Genie ohne einen Schuss Verrücktheit“ sagte Aristoteles. Er wird von Jan Mixsa gesprochen.
- Herr Siebert ist der Beleuchter im Tolle-Sachen-Studio, der ab der ersten Staffel aufgrund der durch Chilis Stunts verursachten Erschütterungen regelmäßig das Gleichgewicht verliert. Nur kurz zu sehen und mit einem lauten „Ahhhhhhhh!“ zu hören, fällt er im Hintergrund samt seinem Scheinwerfer nach unten. Das einzige, was Briegel und Chili zu erwidern haben, ist: „Entschuldigung, Herr Siebert“. Er sieht es gelassen und antwortet einfach nur: „Ja …, au …“. Der herunterfallende und hart auf dem Boden aufschlagende Herr Siebert ist natürlich nur eine Puppe mit blauer Latzhose, blauer Mütze und einem Scheinwerfer, was man beispielsweise in der Folge „Wolke-7-Sessel“ gut erkennen kann.
- Prinz Fröhlich ist ein Märchenprinz mit Überbiss, der stets mit einem Schuh in der Hand durch die Gegend läuft und verschiedene Personen fragt, ob sie „Affenpuppel“ (Aschenputtel) seien. Daher wird diese Figur in einigen Drehbüchern zur Serie gelegentlich auch als „Affenpuppel“ bezeichnet. Er tauchte als Running Gag in vielen der Märchen-Sketche in Chili TV auf, hat aber gelegentlich auch in anderen Folgen kurze Gastauftritte. Prinz Fröhlich wird von Norman Cöster gespielt.
- Frau Ulf ist ein Wikinger, der als Briegels Haushälter(in) arbeitet. Er kam erstmals 2003 in der Chili TV-Folge „Spieleabend“ vor. Frau Ulf wird von Norman Cöster gespielt. In der Bernd das Brot-Serie lebt er im Kühlschrank.
- Der Gorilla ist ein missmutiger Kerl, der unerwartet so ziemlich überall mal auftaucht und die anwesenden Personen (und Brote) vermöbelt. Ob als „Affe im Kleiderschrank“, bei der Neujahrsansprache von Bernd dem Brot (wobei der Gorilla nebenher noch das Studio in Brand steckte …), als Pizzabote oder Haustier von Chili taucht der Gorilla auf und brüllt herum. Genau wie Prinz Fröhlich gilt Der Gorilla als kleiner Running Gag in den neueren Chili TV-Folgen.
- Omnidoom 999 ist Briegels Haushaltsroboter, der regelmäßig außer Kontrolle gerät und große Zerstörungen anrichtet, während er fortlaufend die Warnung „Systemfehler. Muss Menschheit versklaven. Widerstand ist zwecklos.“ von sich gibt. Briegel verteidigt ihn immer mit „Tähää! Der Omnidoom will ja nur spielen!“ Er hat das gesammelte Wissen der Bielefelder Stadtbücherei, die er jedoch zerstörte, als die Bibliothekarin ihn bat, still zu sein. Er wurde schließlich von Briegel in der Folge „Rockt das Brot“ für eine Castingshow in den Kameraroboter „Ballhaus 2000“ umgebaut, der jedoch ebenfalls nicht richtig funktionierte und über die Castingteilnehmer drüber fuhr anstatt um sie herum.
Die Konstruktion tauchte erstmals in der „Tolle Sachen“-Folge „Bernd Roboter“ als Brotschutzanzug auf und wurde später zu dem Haushaltsroboter Omnidoom 999 umgebaut, der in mehreren Folgen auftauchte. Bei den Dreharbeiten zu „Rockt das Brot“ wurde die Konstruktion zerstört und in späteren Folgen durch einen anders aussehenden kleineren Roboter ersetzt.
- Die Kampfstiere sind ein weiterer (durchaus wörtlich zu nehmender) Running Gag. Sie laufen bei Erwähnung oder auch unvermittelt durchs Bild und rennen Charaktere (meist Bernd) um. Sie kamen erstmals in der Folge „Parlez Vous“ bei Tolle Sachen vor.

## Entwicklung der Hauptfiguren
- Zu Anfang der Serie ist Bernd noch wild entschlossen, dem Knebelvertrag zu entkommen, der ihn ans Studio bindet, und verachtet seine beiden Kollegen von ganzem Herzen. Neuere Folgen zeigen eine gewisse Resignation und dass seine beiden Freunde ihm persönlich wichtig sind.
- Chili wird als stark frühpubertäres Stuntschaf eingeführt, das für jeden illegalen Spaß zu haben ist. Neuere Episoden offenbaren einen mehr mütterlichen Charakterzug.
- Briegel, zunächst nur ein schüchterner Bastler mit einer geheimen Brieffreundin namens Luna – erstmals erwähnt in der Tolle Sachen-Folge Klavier (70. – Staffel 4.05), wird später als größenwahnsinniger Anführer mit einer Vorliebe für Kleider und Damenunterwäsche gezeigt, was er in den frühen Tolle Sachen-Folgen noch als peinlich empfand, letzteres wurde später verworfen.

## Gaststars
Folgende Prominente hatten Gastauftritte in Chili TV oder anderen Bernd-Specials.
- Pia Ampaw
- Bela B.
- Dirk Bach
- Hugo Egon Balder
- Karsten Blumenthal
- Wigald Boning
- Christian Brückner
- Bürger Lars Dietrich
- Herbert Feuerstein
- Christoph Maria Herbst
- Bernhard Hoëcker
- Stefan Jürgens
- Oliver Kalkofe
- Carolin Kebekus
- Michael Kessler
- Kurt Krömer
- Achim Mentzel
- Ruth Moschner
- Désirée Nick
- Oli.P
- Bastian Pastewka
- Susanne Pätzold
- Sissi Perlinger
- Markus Maria Profitlich
- Stefan Raab
- Schandmaul
- Karsten Schwanke
- Hella von Sinnen
- Oliver Welke

## Gastauftritte
In folgenden Sendungen hatte Bernd das Brot seinerseits Gastauftritte.
- 1, 2 oder 3
- Die beste Klasse Deutschlands[14]
- DAS!
- Dein Song
- Grünwald Freitagscomedy
- Hase Cäsar präsentiert Klassiker des Kinderfernsehens
- Hier ab vier
- KiKA LIVE
- Kikania
- Leider lustig
- Löwenzahn
- Pastewka
- Die ProSieben Märchenstunde
- RTL Samstag Nacht – Das Wiedersehen
- Sauhund! Die pfundige Puppenshow
- Schloss Einstein
- Die Sendung mit der Maus
- Tabaluga tivi
- Team Timster[15]

## Auszeichnungen
- Goldener Spatz: Das am 1. Januar 2003 zur Sendezeitverlängerung des KiKA gezeigte Bernd-Special „KiKA XL“ erhielt den Goldenen Spatz der Kinderjury in der Kategorie „Unterhaltung“.
- Adolf-Grimme-Preis: 2004 erhielt Bernd das Brot den Adolf-Grimme-Preis im Bereich „Spezial“, weil er nach Ansicht der Jury „das Recht auf schlechte Laune“ vertritt. Er widersetze „sich stellvertretend für uns dem Gute-Laune-Terror, der unaufhörlich aus dem Fernseher dröhnt und quillt“ und benenne „die volksverdummenden Mechanismen […] eines Teils des TV-Geschäfts“. Der Preis wurde bei der Preisverleihung stellvertretend von Tommy Krappweis entgegengenommen, weil Bernd kein Interesse an dem Preis hatte.

## Diskografie
Es wurden auch mehrere von Bernd dem Brot gesungene Lieder veröffentlicht, die es teilweise in die Charts schafften. Einige dieser Lieder singt Bernd zusammen mit Briegel und Chili.
- 2003: Tanzt das Brot (Single)
- 2003: Rockt das Brot (Album)
- 2004: Bernds Balkon (Single)

Exklusive Samplerbeiträge:
- 2001: Was geht ab? (auf dem Sampler KiKA-Hits)
- 2007: Tanzt das Brot (Party-Mix 2007) (auf dem Sampler KiKA Hits – Das Beste aus den ersten 10 Jahren)
- 2007: P… wie Party (auf dem Sampler KiKA Geburtstagsparty)
- 2008: Fußball Fußball Hey Hey Hey (auf dem Sampler KiKA Fußball-Hits)

## Entführung

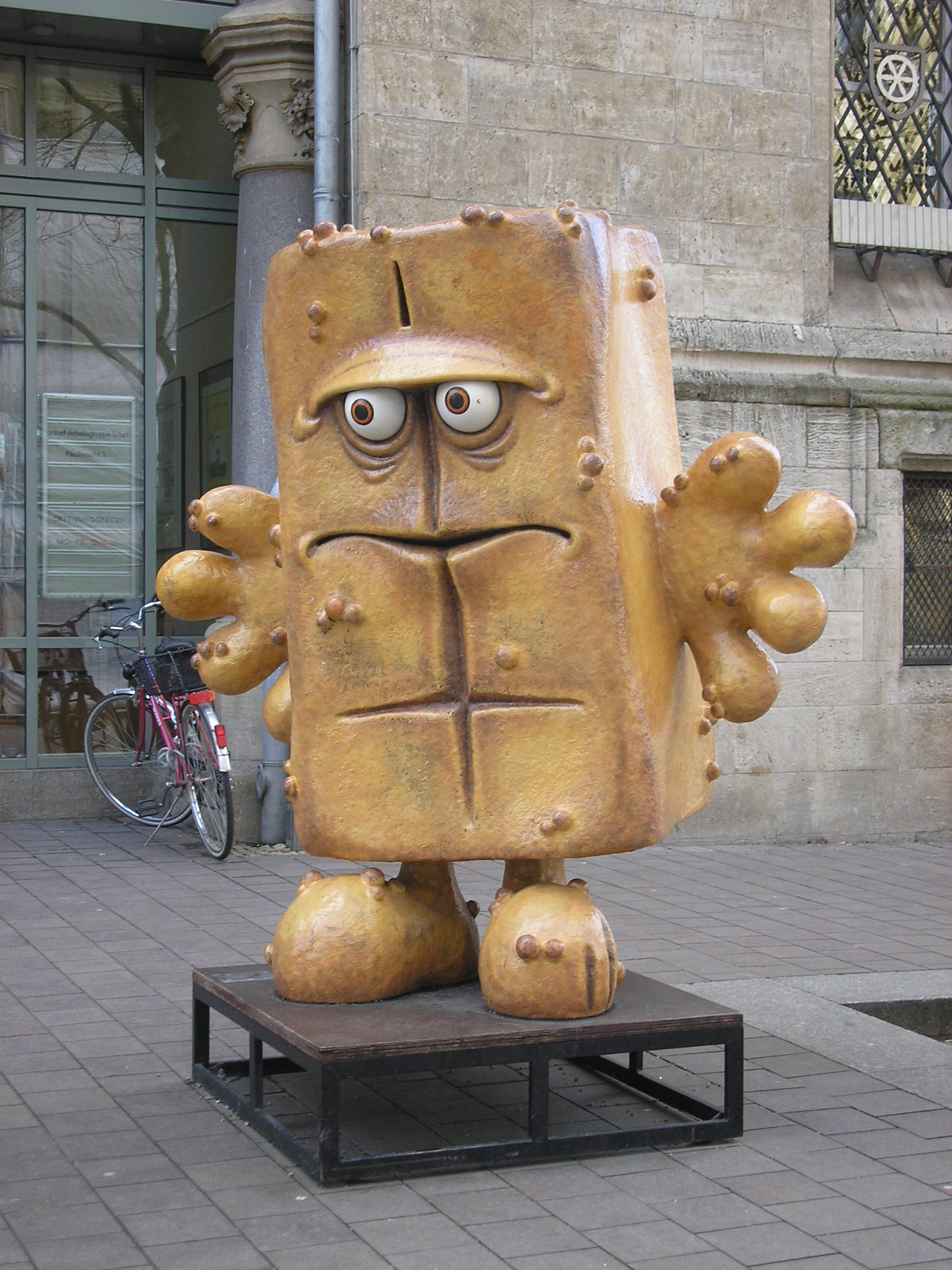
Die Bernd-das-Brot-Plastikfigur auf dem Fischmarkt in Erfurt

Die zwei Meter hohe Plastikfigur von „Bernd das Brot“, die seit Herbst 2007 direkt neben dem Erfurter Rathaus für den KiKA wirbt, wurde am 21. Januar 2009 entwendet. Zu der „Entführung“ bekannten sich unbekannte Sympathisanten der Besetzung des Topf-und-Söhne-Geländes in Erfurt, die damit gegen die geplante Räumung des besetzten Werkgebäudes auf der Industriebrache der Erfurter Firma Topf & Söhne protestieren wollten. Am 1. Februar 2009 tauchte Bernd das Brot wieder auf. Er wurde in einem verlassenen Kasernengelände in Nohra zwischen Erfurt und Weimar wiedergefunden.

## Spiele und Merchandising
2001 erschien von Ubisoft das Spiel Kikania, in welchem Chilli, Bernd und Briegel ihren ersten Videospiel-Auftritt hatten.
Auf der Kika Webseite wurden über die Jahre verschiedene Flash Spiele mit Bernd veröffentlicht: das KiKa Straßenspiel, Bernds Tapeten-Puzzle, Verflixtes Chaos, Volltreffer (WM-Spiel 2006), Bernds Altraum.
Kosmos veröffentlichte das Kartenspiel „Jetzt reicht’s mir!“
Im März 2013 gab Chimera Entertainment aus München bekannt, an dem vom FilmFernsehFonds Bayern geförderten Computerspiel zu Bernd das Brot und die Unmöglichen zu arbeiten. Produzent ist die bumm game GmbH, eine Tochterfirma der bumm film GmbH, welche die Figuren und die TV-Serie entwickelt hat. Es ist am 12. September 2014 in einer Brotdose aus Blech, die die Spieledisc und eine Zusatzdisc mit Extras (für Windows) beinhaltet, erschienen.
Anlässlich des 25. Geburtstags von Bernd wurde 2025 ein komplettes Merchandising-Sortiment kreiert und erstmalig dessen Artikel durch das eigene Brotladen-Geschäft am Erfurter Fischmarkt lokal vertrieben. Dazu gehört unter anderem das Kartenspiel Brot & Spiele in dem Bernd in verschiedene Charakter aus Fernseh- und Zeitgeschichte schlüpft.

## Audioguide
Speziell für Kinder gibt es ein Audiosystem, das man ausgehändigt bekommt, wenn man auf das Dach des Reichstagsgebäudes gelangt, um die Kuppel zu besteigen, das von Bernd, Chili und Briegel gesprochen wird.